# Цутому Нихей
Цутому Нихей (на японски: 弐瓶 勉) е японски мангака.
Роден е през 1971 г. и завършва архитектура. За кратко пребивава в Ню Йорк, но след едногодишен престой се връща в Япония, където става мангака. Твори във футуристичния жанр и с челно-бял арт. Най-известен е с мангите си Blame!, Biomega и NOiSE.

## Произведения
- Abara – Поредицата е завършена и публикувана в Ultra Jump.
- Abba – кратък one-shot, в който мъж търси брат си.
- Biomega – историята се развива в света на Blame!. Първоначално е публикувана в японското списание Young Magazine. Един том е публикуван от Kodansha Ltd през 2004 г. От април 2006 започва да се публикува в Ultra Jump.
- Blame – one-shot и първообраз на Blame!, съединен с NOiSE.
- Blame! – Поредицата е завършена. Първоначално се появява в японското списание Afternoon. Десет тома са публикувани от Kodansha в периода 1998 – 2003.
- Blame!2 – 16-страничен цветен one-shot, следвайки историята на Blame!.
- Blame! Academy – комедийна история, показваща Кили и персонажи от Blame! като ученици.
- Blame! And So On – художествена книга, съдържаща художествени разработки и части от Blame!, NOiSE и Wolverine: Snikt!.
- Dead Heads – издание от преустановена поредица.
- Digimortal – one-shot в две части, първоначално публикуван в Ultra Jump.
- Halo: Breaking Quarantine – графичен роман, чиято история се развива във вселената на Halo.
- NOiSE – Поредицата е завършена. Първоначално се появява в Afternoon. Тази манга е първообраз на Blame!. Един том е публикуван от Kodansha през 2001 г.
- NSE: Net Sphere Engineer – продължение на Blame!
- Wolverine: Snikt! – ограничена поредица за героя Върколака от Х-Мен; един том е публикуван от Марвел Комикс през 2003 г.
- Winged Armor Suzumega – кратък one-shot за битка между извънземни същества.
- Zeb-Noid – Кратък опе-shot за враждебен сблъсък между два различни биологични вида, който взима неочакван ход.